# Erdoğan Karabelen
Erdoğan Karabelen (Istanbul, 11 agosto 1935 – Istanbul, 10 novembre 2018) è stato un cestista turco.

## Carriera
Con la Turchia ha disputato tre edizioni dei Campionati europei (1955, 1957, 1959).